# 1,3-Diazetydyna
1,3-Diazetydyna – organiczny związek chemiczny należący do nasyconych związków heterocyklicznych. 1,3-Diazetydyna zbudowana jest z czteroatomowego pierścienia zawierającego dwa atomy węgla i dwa atomy azotu, który pełni w pierścieniu rolę heteroatomów.
Obok 1,2-diazetydyny jest jednym z dwóch izomerów diazetydyny.